# Gabriele Smargiassi

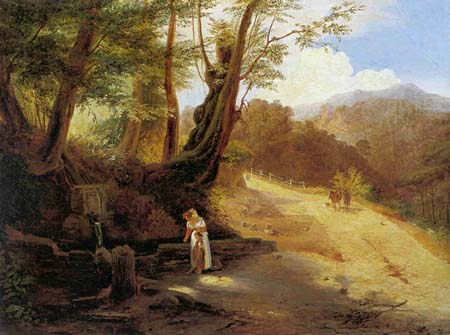
Fontana di Genzano, 1826

Gabriele Smargiassi (Vasto, 22 luglio 1798 – Napoli, 12 maggio 1882) è stato un pittore italiano.

## Biografia
Gabriele Smargiassi nacque a Vasto (Chieti) da famiglia benestante. La sua passione artistica lo portò a Napoli, dove ebbe come maestri Giuseppe Cammarano e Anton Sminck van Pitloo. Frequentò dal 1820 la scuola di pittura istituita da quest'ultimo, nel cui atelier ebbe origine la cosiddetta Scuola di Posillipo della quale egli fu uno dei maggiori esponenti. Quando Anton Sminck van Pitloo morì, Smargiassi prese il suo posto di insegnante di “Paesaggio” all'Accademia di Belle Arti di Napoli. Ebbe influenza artistica su Nicola Palizzi, su Gennaro della Monica, su Cesare Uva e su numerosi altri pittori di scuola napoletana. Viaggiò per studio a Roma (1824-1828) e a Parigi (1827-1837), dove, protetto dalla duchessa d'Orléans, fu impiegato anche come precettore di disegno dei figli del re Luigi Filippo di Francia.
Suo amico e allievo prediletto fu il grande pittore e affreschista napoletano Vincenzo Galloppi.
Altri allievi furono Giuseppe De Nittis, Cesare Uva e Alfonso Simonetti. Considerato un maestro della "scuola di Posillipo", il suo stile fu tuttavia, nella maturità, giudicato sorpassato. Morì a Napoli il 12 maggio 1882.
Una sua Veduta di Vasto, opera donata a a Gabriele Rossetti nel 1838, nel 1883 è stata da William Michael Rossetti, in occasione del centenario della nascita del padre, donata alla pinacoteca di Vasto.

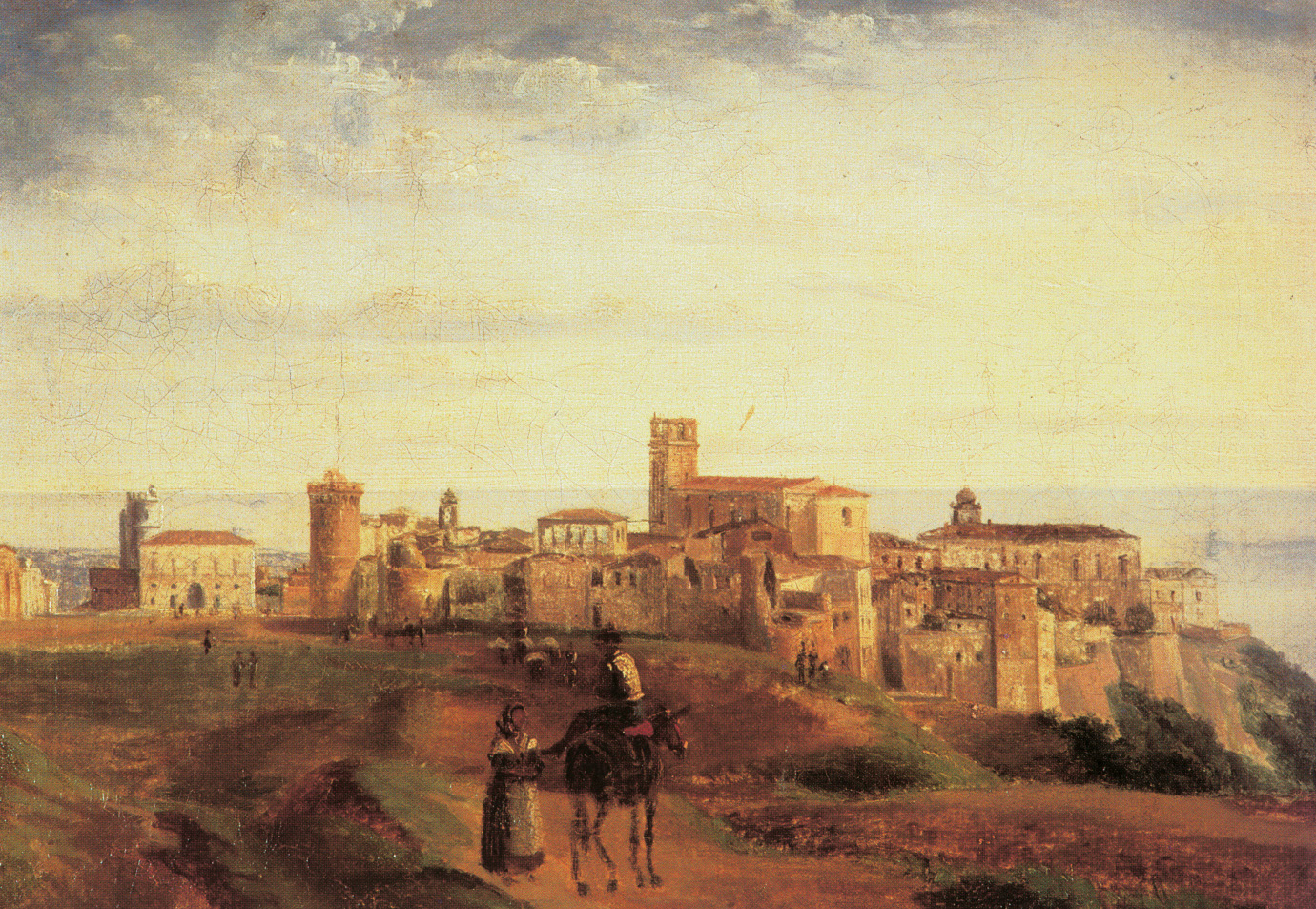
Veduta di Vasto, 1831

### Opere
La sua pittura è pervasa da due personalità: felice e fresca, con tocco Pitlooiano nelle grandi vedute paesaggistiche; accademica e tradizionalista nei quadri con scene romanzesche e soggetti storici.
- Fontana di Genzano, 1826 (Palazzo reale di Napoli)
- Veduta di Ponte Milvio o Ponte Mollo (Roma, Montecitorio)
- Veduta del Molo di Napoli, 1833
- Paesaggio di Sorrento con pastori e armenti, 1839 (Palazzo reale di Napoli)
- Angelica e Sacripante, 1845
- Paesaggio di Ischia, 1845 (Palazzo Reale di Napoli)
- Veduta del Golfo di Napoli (Napoli, Collezione privata)
- Paesaggio con San Sebastiano e le pie donne, 1851
- San Francesco che scaccia il demonio, 1854
- Paesaggio con San Francesco in preghiera, 1855
- San Girolamo appare a tre guerrieri del Medio Evo
- Origine di Melfi

### Opere in musei
- Galleria d'arte moderna di Palazzo Pitti, Firenzeː Buonconte di Montefeltro, 1859
- Museo Condé, Chantillyː Veduta della Reggia di Caserta, 1833
- Museo civico, Vasto (CH): Ritratto di Leone XII e Veduta di Vasto.
- Museo nazionale di Capodimonte, Napoli: La partenza del coscritto, 1866 e Pinabello e Bradamante, 1855
- Museo nazionale di San Martino, Napoliː Napoli da Mergellina, 1843
- Pinacoteca provinciale di Salernoː Strada di Amalfi dalla torre di Citara, 1837
- Museo dell'Ottocento, Pescara: Paesaggio roccioso con figura, 1840
- Galleria dell'Accademia di belle arti di Napoliː Tronco d'albero caduto, 1831; Quercia secca, 1830; Paesaggio, 1831; Piante, 1834; Paesaggio, 1835; Paesaggio.[4]

## Galleria d'immagini

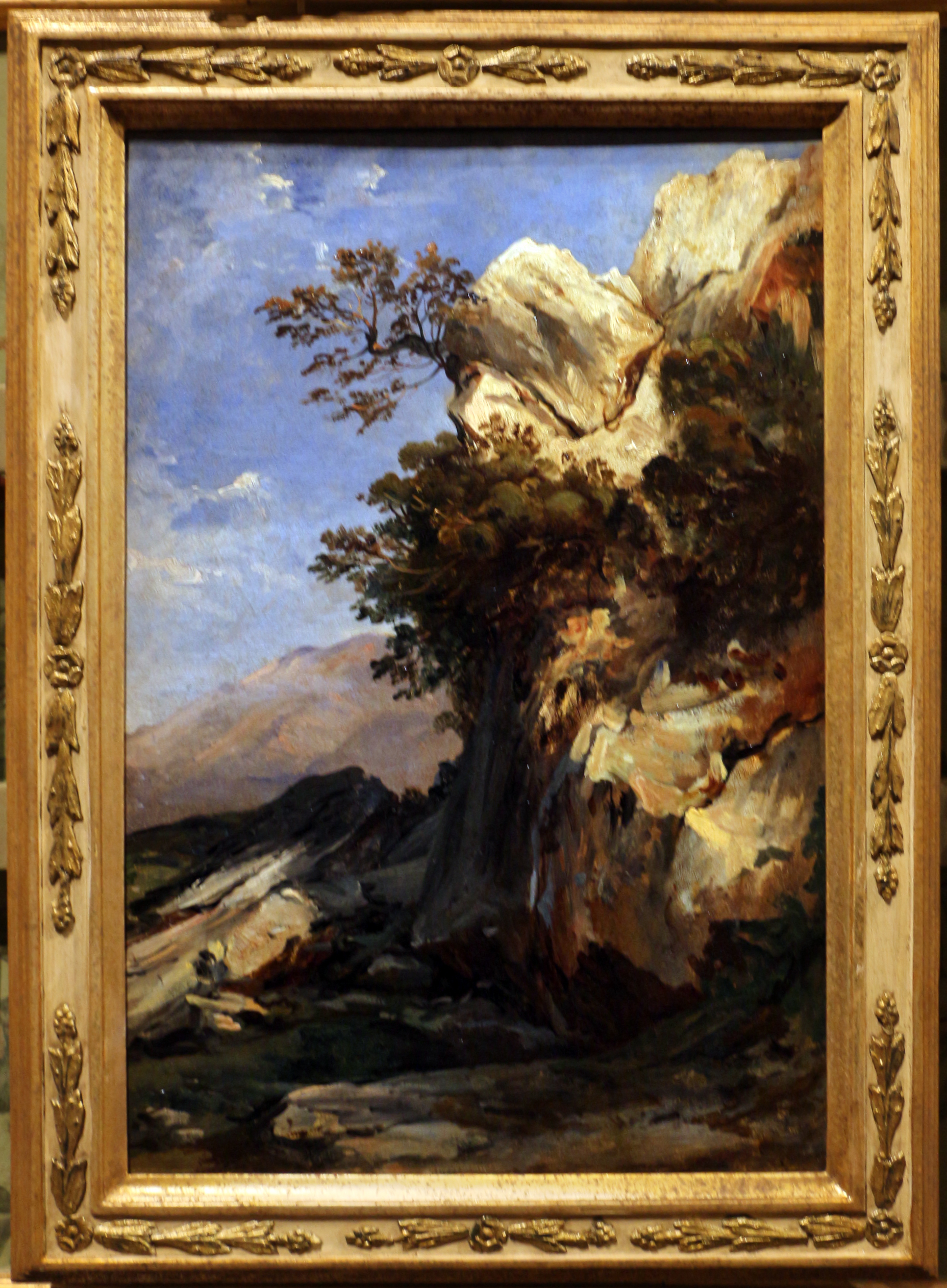
Studi di rocce a Cava de' Tirreni
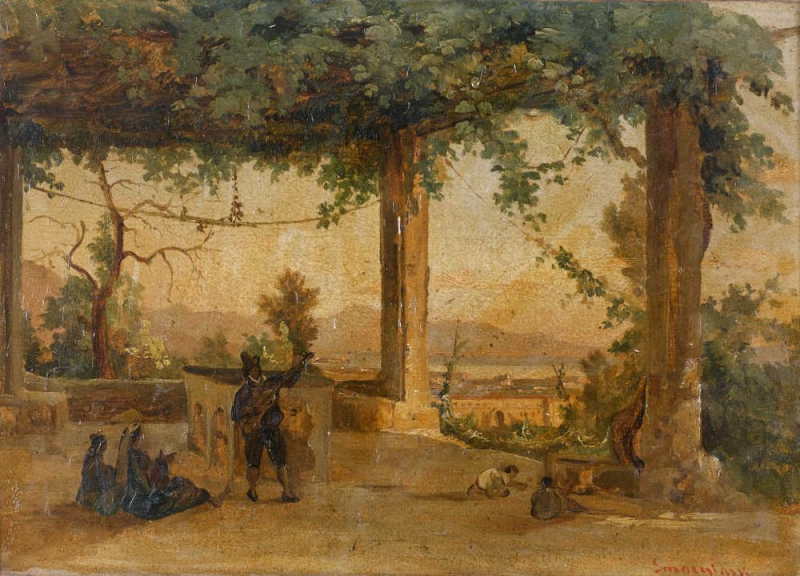
Capodimonte
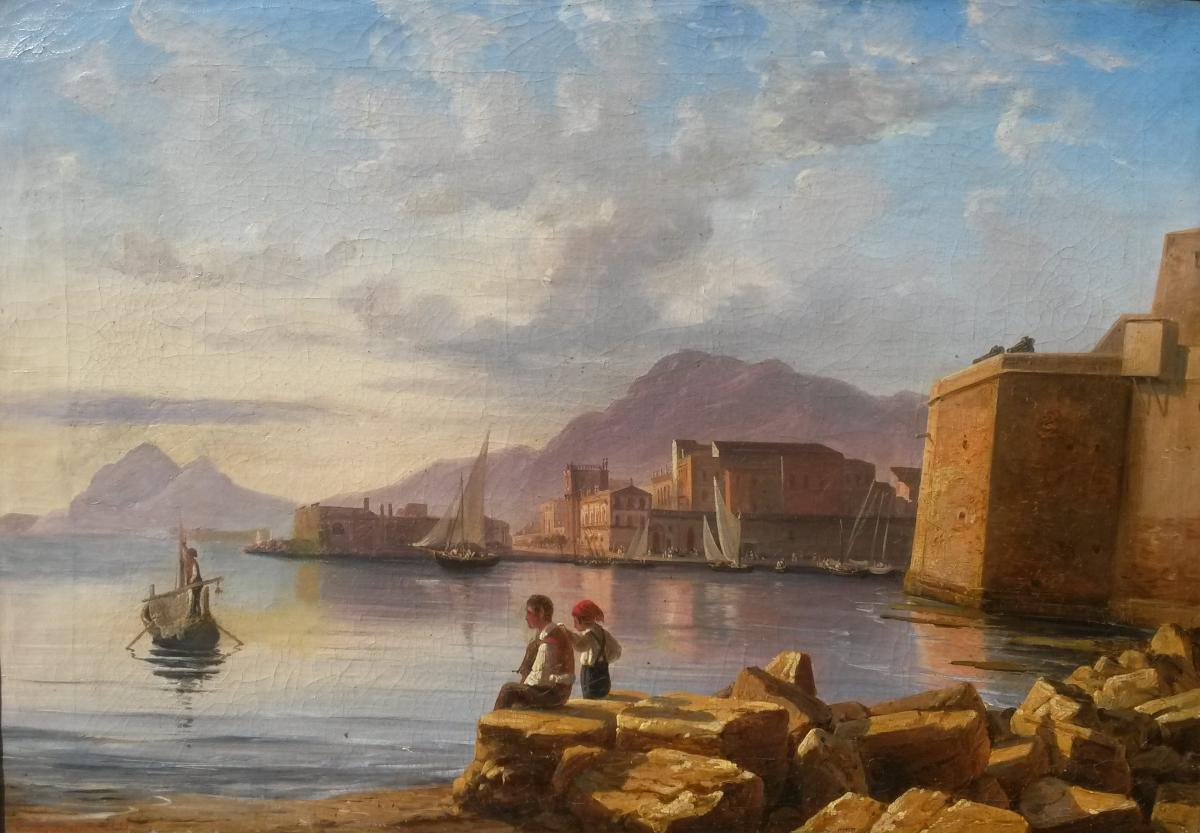
Marina
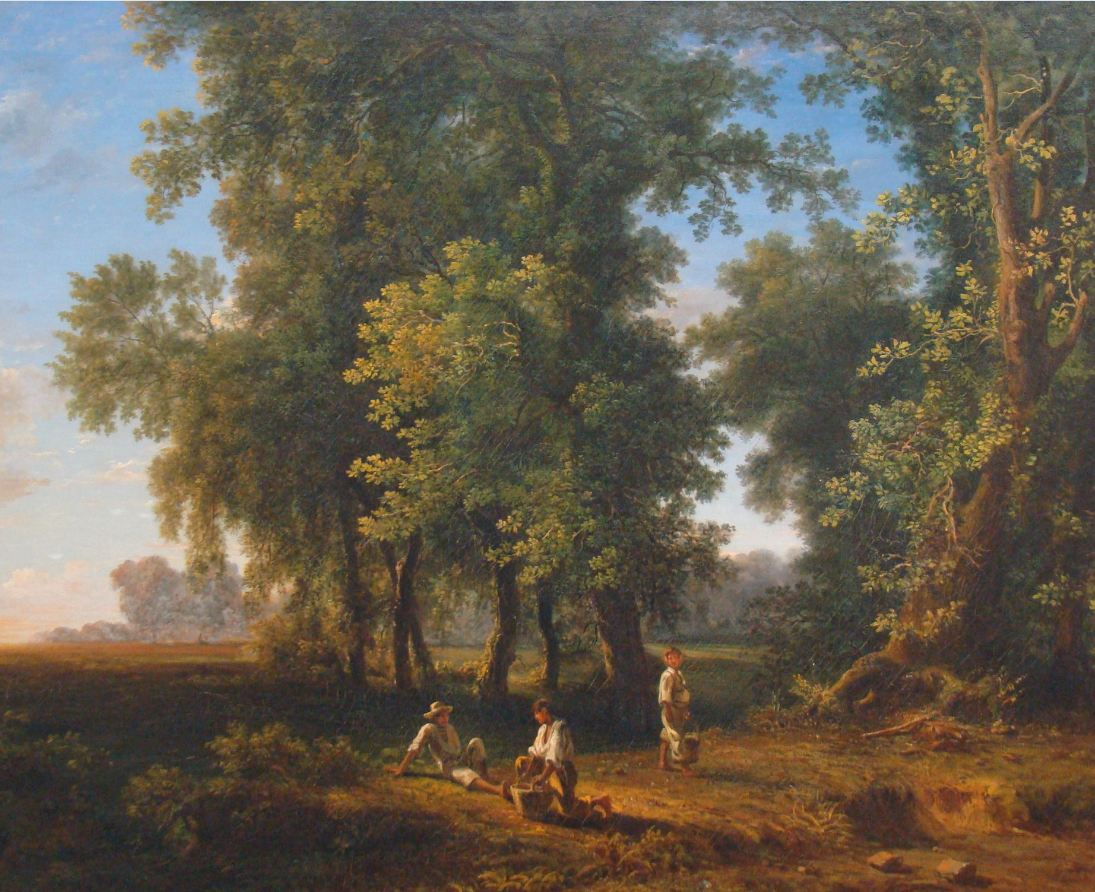
Paesaggio
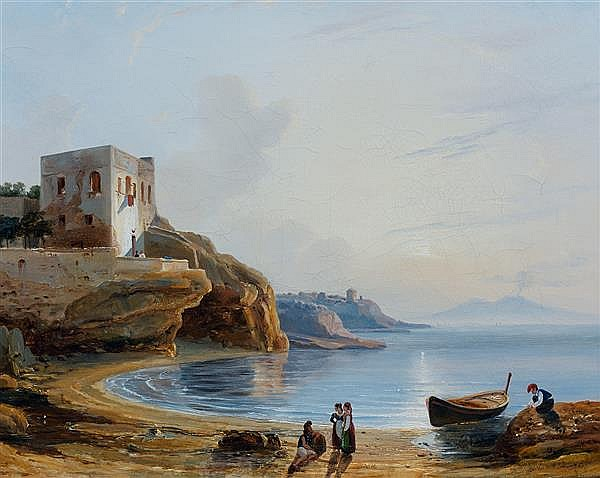
Paesaggio napoletano, 1830